# Pusseree
Pusseree, auch Possare oder Possari, war ein ostindisches Gewichtsmaß und galt in der englischen Präsidentschaft Bengalen. Es war für Gewichte von Flüssigkeiten bestimmt. Die Gewichtsbestimmung wurde oft der Volumenmessung in außereuropäischen Regionen vorgezogen. Seiner Größe nach entsprach es der europäischen Einheit Maß oder Kanne. 
- 1 Possare = 366 Gramm (?)
- 1 Possare = 5 Seer = 20 Pice = 80 Chattaks (errechn. aus 1 Seer etwa 1366 Gramm)
  - Kalkutta Flüssigkeiten: 1 Seer = 4 Pice = 16 Chattak = 273 1/5 Gramm
- 8 Possare = 1 Maon